# エリオット・アンダーソン
エリオット・ジュニオール・アンダーソン（Elliot Junior Anderson, 2002年11月6日 - ）は、イングランドのタイン・アンド・ウィア州ウィットリーベイ出身のプロサッカー選手。プレミアリーグのノッティンガム・フォレストFC所属。ポジションはミッドフィールダー。

## 経歴

### ニューカッスル・ユナイテッド
地元のウォールセンド・ボーイズクラブを経て、8歳でニューカッスル・ユナイテッドFCのユースアカデミーに加入。2019年に最初のプロ契約を結び、18歳となった翌年には契約延長に合意した。
2021年1月9日、FAカップのアーセナルFC戦に途中出場してプロデビューした。18日のアーセナル戦でプレミアリーグの公式戦に初出場した。

#### ブリストル・ローヴァーズ
2022年1月31日にEFLリーグ2のブリストル・ローヴァーズFCへ期限付き移籍した。2月19日のスティヴネイジFC戦でプロ初得点とアシストを記録した。続くコルチェスター・ユナイテッドFC戦でも2試合連続となる得点を記録。これが決勝点となってチームは勝利し、監督のジョーイ・バートンはアンダーソンのプレースタイルをディエゴ・マラドーナと比較して称賛した。その後も4月のEFL月間最優秀若手選手賞を受賞するなど活躍し、スカンソープ・ユナイテッドFCとのシーズン最終戦でも得点を記録。チームはEFLリーグ1へ昇格した。

#### ニューカッスル復帰
2022年9月21日にニューカッスルへ復帰した。
2023年2月26日、EFLカップ決勝のマンチェスター・ユナイテッドFC戦に途中出場した。3月17日のノッティンガム・フォレストFC戦でヘディングシュートを成功させたが、VAR判定の結果得点が取り消された。

### ノッティンガム・フォレスト
2024年7月1日にノッティンガム・フォレストFCへ完全移籍し、5年契約を結んだ。移籍金は3,500万ポンド。

## 代表歴
イングランド、スコットランドの代表資格を持つ。
2023年8月、UEFA EURO 2024予選のスコットランドA代表に初選出されたが、怪我のため辞退した。

## タイトル・表彰

### 代表
U-21イングランド代表
- UEFA U-21欧州選手権：2025

### 個人
- EFLリーグ2・月間最優秀ゴール：2022年3月
- EFL月間最優秀若手選手：2022年4月
- EFLリーグ2・月間最優秀選手：2022年4月